# Frederick Lindemann

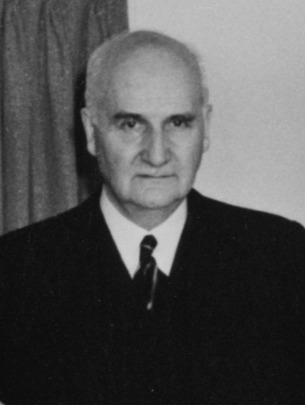
Frederick Lindemann w 1952 roku

Frederick Alexander Lindemann, 1. wicehrabia Cherwell CH (ur. 5 kwietnia 1886 w Baden-Baden, zm. 3 lipca 1957) – brytyjski fizyk, doradca rządu brytyjskiego, minister w rządach Winstona Churchilla.

## Życiorys
Był drugim z trzech synów niemieckiego emigranta Adolpha Friedricha Lindemanna oraz Olgi Noble. Kształcił się w Szkocji oraz Darmstadt. Następnie studiował fizykę na Uniwersytecie Berlińskim u Walthera Nernsta. Po wybuchu I wojny światowej wyjechał z Niemiec do Wielkiej Brytanii. W 1915 rozpoczął pracę w Royal Aircraft Factory w Farnborough. Przeprowadzał tam m.in. badania dotyczące lotniczego korkociągu.
W 1919 Lindemann otrzymał stanowisko profesorskie na Uniwersytecie Oksfordzkim oraz urząd dyrektora Clarendon Laboratory. W okresie 20-lecia międzywojennego dał się poznać jako stronnik konserwatystów oraz Winstona Churchilla. W latach 30. działał na rzecz wzmocnienia potencjami sił powietrznych. Kiedy w 1940 premierem został Churchill, Lindemann został głównym doradcą naukowym rządu. W 1941 został parem Zjednoczonego Królestwa z tytułem barona Cherwell. W 1942 otrzymał stanowisko Paymaster-General, które sprawował do 1945. Popierał ideę nalotów dywanowych na Niemcy.
Uważano wtedy powszechnie, że fale metrowe rozchodzą się wyłącznie prostoliniowo, a sam Lindemann uważał za niemożliwe wykorzystanie tego zakresu fal radiowych do naprowadzania samolotów startujących z lotnisk francuskich. Nocne naloty Luftwaffe na Anglię były bardzo skuteczne. Dopiero pewien inżynier zwrócił uwagę na fakt, że odbiorniki stosowane w systemie naprowadzania Lorenza znajdowane w zestrzelonych bombowcach mają czułość wielokrotnie wyższą niż standardowe. 
Po porażce konserwatystów w wyborach 1945 Lindemann powrócił do Oksfordu i Clarendon Laboratory. Kiedy Partia Konserwatywna wygrała wybory w 1951, Cherwell powrócił na stanowisko Paymaster-General. W 1953 r. otrzymał Order Kawalerów Honorowych. W tym samym roku przestał być członkiem gabinetu. W 1956 jego tytuł parowski podniesiono do rangi wicehrabiego.
Lord Cherwell zmarł w 1957 r. Wraz z jego śmiercią wygasł tytuł wicehrabiego Cherwell.